# Göta Bruk
Ej att förväxla med Manufakturverket Göta bruk i Östra Genastorp

AB Göta Bruk är ett numera nerlagt sulfitbruk och träsliperi i Göta i Lilla Edets kommun invid E45 (dåvarande riksväg 45). Bruket, ägt av Södra, lades ner i slutet av 1970-talet och revs delvis i början av 1980-talet.
Den 7 juni 1957 inträffade Götaraset vid middagstid varvid nästan hela fabriken förstördes och tre personer omkom. Riksvägen följde med i raset och en två meter hög flodvåg uppstod uppströms. Göta älv blev delvis blockerad av rasmassorna. 
Idag hyser bruksområdet en rad småföretag samt elgrossisten Storel.